# سوفیا هینرنگی
سوفیا هینرنگی (به انگلیسی: Sophia Hinerangi)
(متولد ۱۸۳۴ - درگذشته ۴ دسامبر ۱۹۱۱) یک راهنمای گردشگری و رهبر اعتدال نیوزیلند بود.

## اوایل زندگی
سوفیا هینرنگی در ۱۸۳۰ در راسل، نورث لند، نیوزیلند به دنیا آمد.

## مرگ
هینرنگی در ۴ دسامبر ۱۹۱۱ درگذشت.
به یاد او خیابانی به اسم خیابان سوفیا به اسم او نامگذاری شد